# Iris Mulej
Iris Mulej (née le 19 juin 1981 à Podgrad près de Ljubljana) est un mannequin slovène.
Elle remporte le concours Miss Univers Slovénie 2002, ce qui lui donne le droit de participer au concours Miss Univers 2002. Elle remporte également le concours Miss Slovénie 2006 et participe ainsi au concours Miss Monde 2006. Elle est ainsi la seule Slovène à avoir remporté les deux concours principaux de Miss en Slovénie. En tant que mannequin, elle pose pour les magazines FHM, Vogue, Maxim et ELLE.